# Leikleurige bekarde
De leikleurige bekarde (Pachyramphus spodiurus) is een zangvogel uit de familie Tityridae. Het is een bedreigde vogelsoort in Ecuador en Peru.

## Kenmerken
De vogel is 14 cm lang. Het mannetje is overwegend donker  leikleurig met zwarte kruin en grijs voorhoofd. De borst en buik zijn lichter leikleurig grijs. Het vrouwtje is kaneelkleurig bruin, donkerder bruin op de kruin en de vleugelveren hebben donkere randen. Daardoor kan ze verward worden met de kaneelbekarde (P. cinnamomeus), maar die mist deze donkere randen.

## Verspreiding en leefgebied
Deze soort komt voor in laagland in het westen van Ecuador en het noordwesten van Peru. Het leefgebied bestaat uit loofbos en gemengd bos, of gebied met struikgewas en verspreid staande grote bomen, meestal onder de 750 m boven zeeniveau. Over het foerageergedrag van de vogel is betrekkelijk weinig bekend.

## Status
De leikleurige bekarde heeft een beperkt verspreidingsgebied en daardoor is de kans op uitsterven aanwezig. De grootte van de populatie wordt door BirdLife International geschat op 1000 tot 2500 volwassen individuen en de populatie-aantallen nemen af door habitatverlies. Het leefgebied wordt aangetast door ontbossing waarbij natuurlijk bos wordt omgezet in gebied voor beweiding door geiten en runderen. Om deze redenen staat deze soort als kwetsbaar op de Rode Lijst van de IUCN.